# كتس (كامبريدجشير)
كتس (بالإنجليزية: Coates, Cambridgeshire)‏ هي قرية تقع في المملكة المتحدة في إنجلترا.